# Elisabeth Scheickl
Elisabeth „Sissy“ Scheickl (* 13. Mai 1932 in Wien) ist eine ehemalige österreichische Schauspielerin.

## Leben und Karriere
Elisabeth Scheickl wurde am 13. Mai 1932 in Wien geboren, wo sie die Modeschule Wien im Schloss Hetzendorf absolvierte und anschließend ein Schauspielstudium am Max Reinhardt Seminar begann. Dieses musste sie jedoch aufgrund einer schweren Erkrankung abbrechen und konnte es nie abschließen. In den 1950er Jahren erhielt sie daraufhin erste Rollen in Theaterstücken, darunter als Elfenkönigin Titania in Shakespeares Ein Sommernachtstraum. Weiters spielte sie in Jura Soyfers Broadway Melodie 1492 (auch Broadway-Melodie 1492) mit und tourte als Gretchen in Goethes Urfaust durch ganz Österreich. Nachdem die damals 20-Jährige im Jahre 1952 einen „Brotberuf“ ergriff, trat ihr Künstlerleben etwas in den Hintergrund. Erst in den 1980er Jahren trat sie wieder öfters künstlerisch in Erscheinung, gab Lesungen an der Seite von Marianne Schönauer, Maresa Hörbiger oder Karl Hodina und war auch wieder in Theaterstücken zu sehen. Dabei wirkte sie unter anderem im Theater Experiment am Liechtenwerd oder im Theater-Center-Forum. Des Weiteren war sie auch jahrelang im Kinderprogramm des ORF zu sehen. Am 21. Mai 2002 wurde Elisabeth Scheickl das Goldene Verdienstzeichen des Landes Wien verliehen, das sie am 4. November 2002 entgegennahm. Ebenfalls zu dieser Zeit spielte sie in diversen Fernsehproduktionen mit; so unter anderem als Magda Schickl im Tatort: Tödliche Tagung (2002) oder in Schneemann sucht Schneefrau (2002). In den Jahren 2006 (Der Talisman) und 2008 (Liliom) wirkte sie an Produktionen der 2006 gegründeten Neuen Bühne Wien mit. 2011/12 sah man sie auf der Freien Bühne Wieden im Stück Ich will! und 2013/14 in Mein Mann hat Facebook. Regelmäßige Auftritte hatte sie bis in die 2010er Jahre auch bei Kulturabenden im Bezirksmuseum Brigittenau, in dem sie etwa im Zuge eines Vortrages mit dem Titel Die Gemeindebauten des „Roten Wien“ das dazugehörige Unterhaltungsprogramm an ihre persönliche Kindheit im Gemeindebau gestaltete.

## Auszeichnungen und Ehrungen (Auswahl)
- 2002: Goldenes Verdienstzeichen des Landes Wien